# NGC 2380
NGC 2380 = NGC 2382 è una galassia lenticolare situata nella costellazione del Cane Maggiore, a una distanza di circa 95 milioni di anni luce dalla nostra Via Lattea.

## Scoperta
La galassia è stata scoperta il 1 febbraio 1837 dall'astronomo britannico John Herschel e inclusa nel New General Catalogue con la designazione NGC 2382. Quattro notti più tardi, il 5 febbraio 1837, lo stesso astronomo osservò nuovamente la medesima porzione di cielo e registrò la presenza della galassia, senza rendersi conto che era lo stesso oggetto già osservato in precedenza. Questa nuova descrizione venne in seguito inclusa da John Dreyer nel New General Catalogue con la designazione NGC 2380.